# Марк Октавий (едил 50 пр.н.е.)
Вижте пояснителната страница за други личности с името Марк Октавий.
Марк Октавий (на латински: Marcus Octavius; † 46 пр.н.е.) е политик на късната Римска република.

## Биография
Вероятно е син на консула от 76 пр.н.е. Гней Октавий и внук на Гней Октавий (консул 128 пр.н.е.).
През 53 – 51 пр.н.е. той е легат на управителя на Киликия, Апий Клавдий Пулхер, и 50 пр.н.е. курулски едил в Рим. След избухването на гражданската война той отговаря при главния командир Марк Калпурний Бибул за флотски войскови части на страната на Помпей Велики на Адриатическо море. След загубата на Помпей в битката при Фарсала, Октавий е известно време в Далмация. Там се бие по земен път до Салона с Авъл Габиний, който трябва да закара нови войски в Илирия. След като е победен през 47 пр.н.е. в морска битка от Публий Вациний, той успява ранен да се спаси в Северна Африка, където помпеанците продължават съпротивата си против Юлий Цезар. През 47 и 46 пр.н.е. Октавий командва отново част от флотата. Вероятно е убит през 46 пр.н.е.